# Louis Baert
Louis André Baert, né le 29 décembre 1903 à Gand et mort le 11 juillet 1969 dans la même ville, est un arbitre belge de football. Il fut international de 1929 à 1952.

## Carrière
Il a officié dans des compétitions majeures : 
- Coupe du monde de football de 1934 (1 match)
- Coupe du monde de football de 1938 (1 match)